# Miho Bošković
Miho Bošković (ur. 11 stycznia 1983) – chorwacki piłkarz wodny. Złoty medalista olimpijski z Londynu.
Zawody w 2012 były jego drugimi igrzyskami olimpijskimi (poprzednie to LIO 2008), Chorwaci triumfowali, w finale pokonując Włochów.